# Moncaup, Haute-Garonne
Moncaup är en kommun i departementet Haute-Garonne i regionen Occitanien i södra Frankrike. Kommunen ligger i kantonen Aspet som tillhör arrondissementet Saint-Gaudens. År 2022 hade Moncaup 36 invånare.

## Befolkningsutveckling
Antalet invånare i kommunen Moncaup
Referens:INSEE